# Anders Hellqvist
Anders Robert Hellqvist (ur. 5 grudnia 1963 w Sztokholmie) – szwedzki judoka. Olimpijczyk z Los Angeles 1984, gdzie zajął osiemnaste miejsce w wadze ekstralekkiej.
Siódmy na mistrzostwach świata w 1983 roku. Uczestnik turniejów. 

## Letnie Igrzyska Olimpijskie 1984
| Konkurencja | Eliminacje             | Klas. końcowa |
| Konkurencja | Przeciwnik I           | Miejsce       |
| ----------- | ---------------------- | ------------- |
| 60 kg       | Neil Eckersley (GBR) P | 18.           |